# Polo aquático nos Jogos Pan-Americanos de 2007 - Feminino
O torneio feminino de polo aquático nos Jogos Pan-Americanos de 2007 ocorreu entre 14 e 20 de julho. Seis equipes participaram do evento.

## Medalhistas
|  | USA Estados Unidos |  | CAN Canadá |  | CUB Cuba |
|  | Elizabeth Armstrong Heather Petri Erika Figge Brenda Villa Ashley Lauren Wenger Natalie Golda Patty Cardenas Jessica Steffens Elsie Windes Alison Gregorka Moriah van Norman Kami Craig Jaime Hipp |  | Rachel Riddell Krystina Alogbo Sandra Lizé Emily Csikos Joelle Bekhazi Rosanna Tomiuk Cora Campbell Dominique Perreault Alison Braden Christine Robinson Tara Campbell Marina Radu Whynter Lamarre |  | Mairelis Zunzunequi Yunieska Diago Yadira Oms Hirovis Hernández Danay Gutiérrez Yamira Caballero Adriana Garlobo Olga Soler Yanelis Andreu Lisandra Frometa Leyanis Gutiérrez Neldys Truffin Cheila Gómez |

## Formato
As seis equipes jogaram todas contra todas na primeira fase. As quatro melhores avançaram às semifinais, com a primeira enfrentando a quarta e a segunda enfrentando a terceira. Os vencedores das semifinais disputaram o ouro e os perdedores, o bronze. As últimas colocadas da primeira fase disputaram o 5º lugar.

## Resultados

### Primeira fase
| Pos | Time               | Pts | J | V | E | D | GP | GC | SG  |
| --- | ------------------ | --- | - | - | - | - | -- | -- | --- |
| 1   | USA Estados Unidos | 10  | 5 | 5 | 0 | 0 | 68 | 22 | +46 |
| 2   | CAN Canadá         | 7   | 5 | 3 | 1 | 1 | 59 | 27 | +32 |
| 3   | BRA Brasil         | 6   | 5 | 3 | 0 | 2 | 42 | 30 | +12 |
| 4   | CUB Cuba           | 3   | 5 | 1 | 1 | 3 | 39 | 52 | -13 |
| 5   | PUR Porto Rico     | 2   | 5 | 1 | 0 | 4 | 36 | 57 | -21 |
| 6   | VEN Venezuela      | 2   | 5 | 1 | 0 | 4 | 29 | 85 | -56 |

| 14 de julho de 2007 15:00 | Cuba | 13 – 12 | Porto Rico |  |
|                           |      |         |            |  |

| 14 de julho de 2007 16:30 | Estados Unidos | 21 – 3 | Venezuela |  |
|                           |                |        |           |  |

| 14 de julho de 2007 18:00 | Canadá | 5 – 2 | Brasil |  |
|                           |        |       |        |  |

| 15 de julho de 2007 15:00 | Porto Rico | 5 – 14 | Canadá |  |
|                           |            |        |        |  |

| 15 de julho de 2007 16:30 | Estados Unidos | 14 – 6 | Cuba |  |
|                           |                |        |      |  |

| 15 de julho de 2007 18:00 | Venezuela | 4 – 20 | Brasil |  |
|                           |           |        |        |  |

| 16 de julho de 2007 15:00 | Cuba | 8 – 9 | Venezuela |  |
|                           |      |       |           |  |

| 16 de julho de 2007 16:30 | Canadá | 8 – 10 | Estados Unidos |  |
|                           |        |        |                |  |

| 16 de julho de 2007 18:00 | Brasil | 7 – 6 | Porto Rico |  |
|                           |        |       |            |  |

| 17 de julho de 2007 15:00 | Venezuela | 10 – 11 | Porto Rico |  |
|                           |           |         |            |  |

| 17 de julho de 2007 16:30 | Cuba | 7 – 7 | Canadá |  |
|                           |      |       |        |  |

| 17 de julho de 2007 18:00 | Estados Unidos | 10 – 3 | Brasil |  |
|                           |                |        |        |  |

| 18 de julho de 2007 15:00 | Estados Unidos | 13 – 2 | Porto Rico |  |
|                           |                |        |            |  |

| 18 de julho de 2007 16:30 | Canadá | 25 – 3 | Venezuela |  |
|                           |        |        |           |  |

| 18 de julho de 2007 18:00 | Brasil | 10 – 5 | Cuba |  |
|                           |        |        |      |  |

### Classificação 5º-6º lugar
| 19 de julho de 2007 15:00 | Porto Rico | 13 – 7 | Venezuela |  |
|                           |            |        |           |  |

### Fase final
|  | Semifinais                  | Semifinais               |   |                             | Final                       | Final |  |
|  |                             |                          |   |                             |                             |       |  |
|  | 19 de julho de 2007 - 16:30 |                          |   |                             |                             |       |  |
|  | Estados Unidos              | 16                       |   |                             |                             |       |  |
|  | Cuba                        | 3                        |   |                             |                             |       |  |
|  |                             |                          |   |                             |                             |       |  |
|  |                             |                          |   |                             | 20 de julho 2007 - 18:00    |       |  |
|  |                             |                          |   |                             | Estados Unidos              | 6     |  |
|  |                             | Canadá                   | 4 |                             |                             |       |  |
|  |                             |                          |   |                             |                             |       |  |
|  |                             |                          |   |                             |                             |       |  |
|  |                             |                          |   |                             | 3º lugar                    |       |  |
|  | 19 de julho 2007 - 18:00    | 19 de julho 2007 - 18:00 |   | 20 de julho de 2007 - 16:30 | 20 de julho de 2007 - 16:30 |       |  |
|  | Canadá                      | 6                        |   | Cuba                        | 6                           |       |  |
|  | Brasil                      | 5                        |   |                             | Brasil                      | 5     |  |

## Classificação final
| Pos.              | Equipe             | Campanha (V-E-D) |
| ----------------- | ------------------ | ---------------- |
| Medalha de ouro   | USA Estados Unidos | (7-0-0)          |
| Medalha de prata  | CAN Canadá         | (4-1-2)          |
| Medalha de bronze | CUB Cuba           | (2-1-4)          |
| 4                 | BRA Brasil         | (3-0-4)          |
| 5                 | PUR Porto Rico     | (2-0-4)          |
| 6                 | VEN Venezuela      | (1-0-5)          |